# Dos Hermanas
Dos Hermanas este un municipiu în provincia Sevilia, Andaluzia, Spania cu o populație de 131.317 locuitori.(2015)
1. ↑  Nomenclátor Geográfico de Municipios y Entidades de Población (20240402 edition)